# Unstrut
Unstrut är en 192 kilometer lång biflod från vänster till Saale i Tyskland. Floden rinner huvudsakligen från väst till öst och har en fallhöjd på 400 meter. 
Flodens källa ligger vid staden Dingelstädt i västra Thüringen. Sedan utför den flera slingor innan den mynnar vid Naumburg i floden Saale.
Vid flodens nedre lopp ligger vinodlingsområdet Saale-Unstrut. Redan 998 nämnde en urkund av Otto III vinodlingen i regionen. Produktionen hade under 1500-talet sitt största omfång.

## Vandringsväg

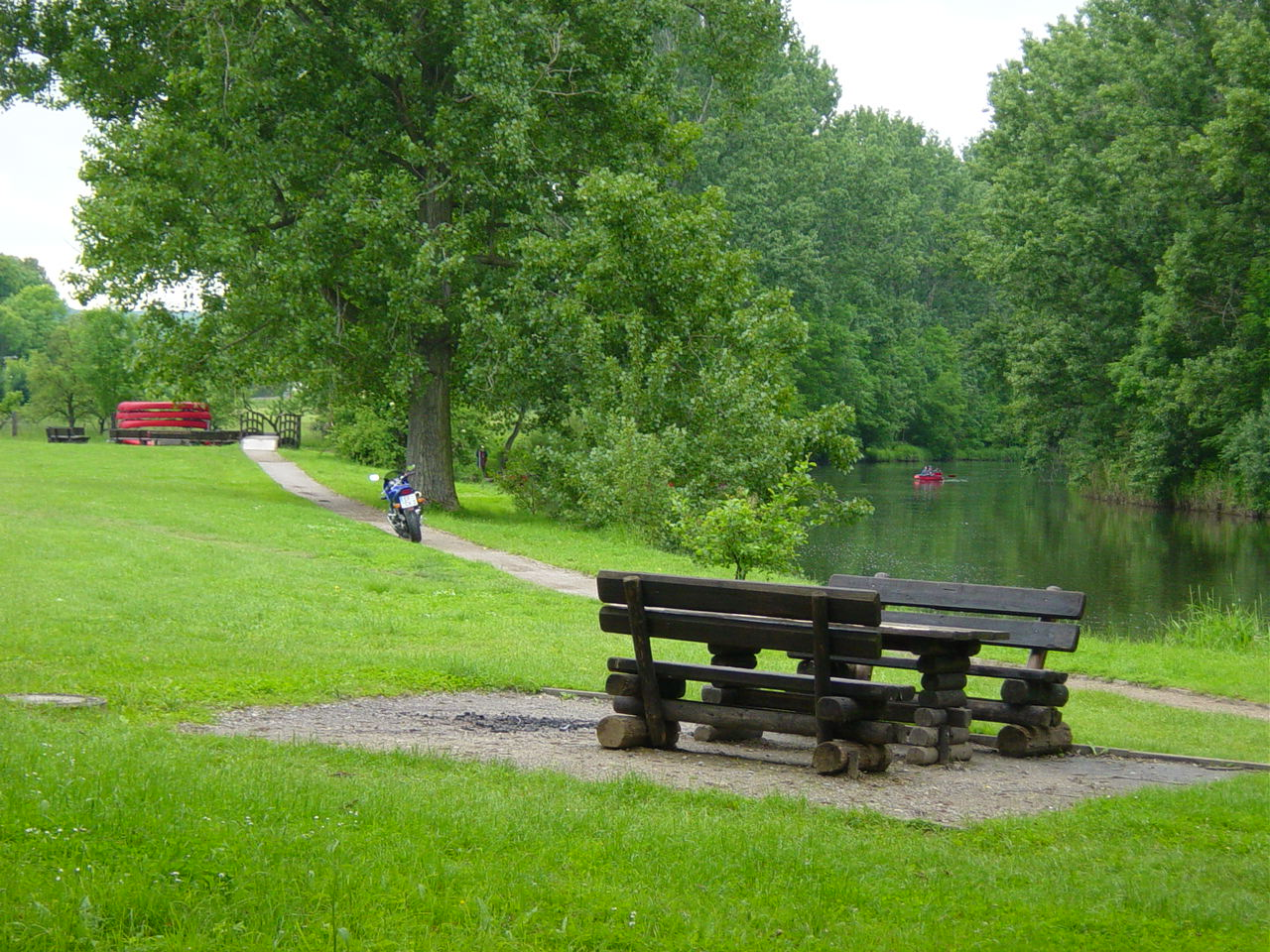
Unstrut Rastplats i Balgstädt

Det finns en vandrings- och cykelväg längs floden, uppdelad i dagetapper. Den är 191 km lång och kallas Unstrut-Radweg. Den har funnits under lång tid, men rustades up till en sammanhållen sträcka 2004. 
1. Etappen: Quelle-Bad Langensalza (ca. 45 km);
2. Etappen: Bad Langensalza-Sömmerda (ca. 40 km);
3. Etappen: Sömmerda-Artern (ca. 40 km);
4. Etappen: Artern-Nebra (ca. 35 km);
5. Etappen: Nebra-Naumburg (ca. 35 km).

Kartor som visar vägen är :     
- Unstrut-Radwanderweg, 1 : 50 000, Förlag Grünes herz, ISBN 978-3-935621-85-4
- Unstrut-Radweg (Geseke 2007), 1:50 000, Förlag Publicpress, ISBN 978-3-89920-344-8